# Biegacz zwężony
Biegacz zwężony, biegacz wypukły (Carabus convexus) - gatunek chrząszcza z rodziny biegaczowatych. Występuje głównie na terenach Europy, choć wykazano jego obecność również na Syberii i Kaukazie. Preferuje ciepłe, podmokłe gleby. Spotykany zarówno na terenach słabo porośniętych trawami i krzewami, jak i w siedliskach leśnych, nierzadko w sąsiedztwie gniazd mrówek. Jest rozpowszechniony w całym kraju. Przy długości 15–20 mm jest jednym z najmniejszych przedstawicieli rodzaju Carabus. Posiada czarny matowy pancerz o nierównej powierzchni. Poluje na inne owady, pająki, ślimaki lub dżdżownice. W Polsce podlega częściowej ochronie gatunkowej.